# Toby Onwumere
Toby Onwumereⓘ (ur. 1 lutego 1990 w Nigerii) – nigeryjsko-amerykański aktor.

## Życiorys
Toby Onwumere urodził się w Nigerii, a później przeprowadził do Stanów Zjednoczonych i zamieszkał w miejscowości Mansfield, w Teksasie. Onwumere ukończył studia podyplomowe aktorskie na Uniwersytecie Kalifornijskim w San Diego, uzyskując tytuł magistra sztuk pięknych.

## Kariera
Toby zyskał sławę dzięki roli w serialu Sense8, w którym wcielił się w rolę Capheusa, zastępując Amla Ameena. Reżyserami serialu byli Lana i Lilly Wachowscy oraz J. Michael Straczynski. W 2018 roku dołączył do obsady serialu Imperium wcielając się od piątego sezonu w rolę Kaia. W 2021 roku wystąpił w filmie Matrix Zmartwychwstania jako Sequoia.
W 2025 roku Toby wystąpił w filmie kinowym, w którym wcielił się w jedną z głównych. Był to dramat pt. Das Licht, którego reżyserem był Tom Tykwer. Toby wcielił się w rolę Godfreya.

## Filmografia
| Rok  | Tytuł                   | Tytuł oryginalny         | Rola    | Źr.   |
| ---- | ----------------------- | ------------------------ | ------- | ----- |
| 2021 | Matrix Zmartwychwstania | The Matrix Resurrections | Sequoia | [ 4 ] |
| 2023 | Dobra osoba             | A Good Person            | Jesse   | [ 6 ] |
| 2025 | Das Licht               | Das Licht                | Godfrey | [ 5 ] |

### Seriale
| Rok  | Tytuł    | Tytuł oryginalny | Rola     | Źr.   |
| ---- | -------- | ---------------- | -------- | ----- |
| 2016 | Sense8   | Sense8           | Capheusa | [ 2 ] |
| 2018 | Imperium | Empire           | Kai      | [ 3 ] |